# Estados Unidos nos Jogos Olímpicos de Verão de 1924
Os Estados Unidos da América competiram nos Jogos Olímpicos de 1924 em Paris, França. Acabaram em primeiro lugar, com 45 medalhas de ouro.